# تاکاکو ایدا (بدمینتون‌باز)
تاکاکو ایدا (انگلیسی: Takako Ida؛ زادهٔ ۱۳ دسامبر ۱۹۷۲) بدمینتون‌باز زن اهل ژاپن بود.